# Crocidura balingka
Crocidura balingka — це вид землерийок із роду Crocidura, відомий з гори Сінгаланг на Суматрі, де він зустрічається лише на висоті вище 2000 метрів. Він названий на честь жителів села Балінгка в регіоні Агам за їх допомогу біологам, які вивчають місцеву фауну. Вперше вид був описаний у 2024 році групою вчених із США та Індонезії. Докази ДНК вказують на те, що він найбільш близький до Crocidura dewi, ще одного ендеміка гори Сінгаланг, і до Crocidura aequicauda, яка походить з іншої гори на Суматрі.
При вазі від 4,1 до 6,5 грамів Crocidura balingka є відносно невеликою землерийкою, меншою за свого близького родича C. dewi. Хутро темно-сіро-буре на спині і трохи світліше на нижній стороні тіла. Лапи та вуха темніші, ніж у інших суматранских землерийок такого ж розміру.